# زاديه
زاديه بن ماهبيان بن مهرا بنداد ويسمى كذلك «أزاذبه» «أذويه» «آزادبه»، هو ملك على الحيرة من قبل كسرى ودهقان (إقطاعي) من همدان استمر حكمه حتى الفتح الإسلامي فعندما سمع بقدوم خالد بن الوليد هرب مع بعض جنوده إلى المدائن. قتل ابن له في المعارك مع المسلمين.